# Иуацио

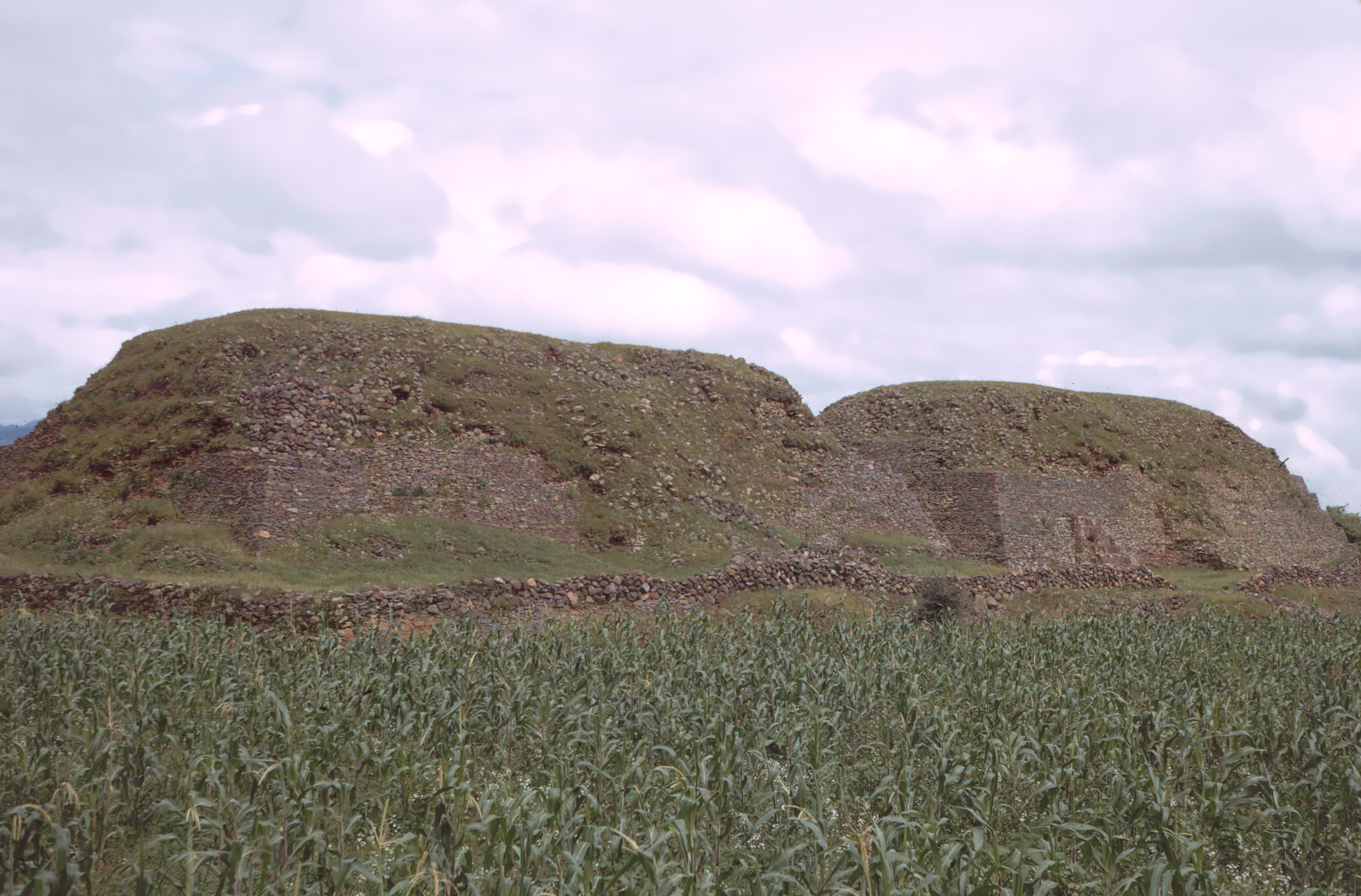
Пирамиды в Иуацио

Иуацио, Ihuatzio, на языке пурепеча — «место койотов» — поселение, основанное народом пурепеча (тарасков). Находится в штате Мичоакан в 10 км от Пацкуаро. Место также было известно под названием Койоакан, Coyoacan на языке науатль, который был известен испанцам 16 века лучше, чем иные местные языки.
Здесь находится важное археологическое городище, где в доколумбов период находились астрономическая обсерватория и церемониальный центр. Несмотря на небольшой размер городища, здесь находятся две крупных пирамиды, посвящённых тараскским божествам Курикауэри и Шаратанге.
Городище расположено к востоку от озера Пацкуаро. Следы человеческих поселений относятся к двум периодам: X—XIII веков и расцвета тараскской культуры, 1200—1530 гг.
Во время второго периода власть была сконцентрирована у Тариакури, который, умирая, разделил её между тремя своими сыновьями: Икингахе в Пацкуаро, Тангашуаном в Цинцунцане и Ирипаном в Иуацио.